# ТЕС Ал-Хобар
26°10′38″ пн. ш. 50°12′29″ сх. д. / 26.17722° пн. ш. 50.20806° сх. д.
ТЕС Ал-Хобар — теплова електростанція на східному узбережжі Саудівської Аравії.
З 1974 року в Ал-Хобарі (дещо південніше від Даммаму) діяла установка опріснення води компанії Saline Water Conversion Corporation, яка використовувала технологію багатостадійного випаровування (Multi Stage Flash, MSF) та мала продуктивність 38 тис м3 на добу. В 1982-му її вивели з експлуатації, натомість ввели в дію чергу Хобар-2, що одночасно виробляла електроенергію та мала 5 парових конденсаційних турбін потужністю по 142 МВт. Вона використовувала ту саму технологію MSF та могла щоденно продукувати 223 тис м3 прісної води.
В 1999-му стала до ладу черга Хобар-3, у складі якої були 4 парові турбіни із протитиском потужністю по 119,7 МВт, а сукупна добова продуктивність опріснювальних ліній MSF становила 280 тис м3.
Як паливо станція використовує природний газ, що надходить по трубопроводу UBTG – Ал-Хобар.
Видача продукції відбувається по ЛЕП, що працює під напругою 230 кВ.
У 2010-х роках в районі Ал-Хобар розпочали спорудження станцій опріснення, що використовують більш енергоефективну технологію зворотного осмосу. При цьому в 2025-му, після запуску четвертої станції опріснення, ТЕС Ал-Хобар планують вивести з експлуатації.